# Alex Pettyfer
Pour les articles homonymes, voir Pettyfer.
Alex Pettyfer est un acteur, producteur et réalisateur anglais né le 10 avril 1990 à Stevenage, en Angleterre.
Il se fait connaître en interprétant Alex Rider dans le film américain Stormbreaker (2006).
Il a également joué dans  Wild Child (2008), Numéro Quatre (2011), Sortilège (2011), Magic Mike (2012), Le Majordome (2013) ou encore Un amour sans fin (2014).
En 2018, il a réalisé son premier film, un thriller intitulé Back Roads.
Il est le cofondateur de la société de production Dark Dreams Entertainment.

## Biographie

### Jeunesse et formations
Alex Pettyfer naît le 10 avril 1990 à Stevenage, en Angleterre. Il est le fils unique de l'acteur Richard Pettyfer et de Lee Ireland Robinson. Il a un demi-frère cadet, James Ireland, un joueur de tennis, issu du second mariage de sa mère avec Michael Ireland. Il grandit à Esher, puis à Windsor, dans le comté de Berkshire.
Encouragé par sa mère, il participe à des castings et fait du mannequinat après avoir été repéré par un agent artistique à New York. À l'âge de 6 ans, il apparaît dans sa première publicité.
Il fréquente les écoles The Mall School, Lambrook Haileybury et Millfield School. C'est à l'école qu'il commence à jouer dans des pièces de théâtre. Il quitte l'université Shiplake College afin de suivre des cours à l'école de théâtre Sylvia Young Theatre School, à Londres.

### Carrière
En 2006, Alex Pettyfer obtient son premier rôle au cinéma en incarnant Alex Rider, le neveu du personnage joué par Ewan McGregor dans Stormbreaker. Le film est une adaptation de la série littéraire Alex Rider de l'auteur Anthony Horowitz.
En 2008, il joue dans la comédie Wild Child, aux côtés de l'actrice Emma Roberts (nièce de Julia Roberts).
La même année, il devient l’égérie de la marque Burberry.
En 2011, il est à l'affiche du film de science-fiction Numéro Quatre avec Dianna Agron. La même année, il partage l’affiche du film Sortilège avec Vanessa Hudgens et Mary-Kate Olsen. Il remporte par ailleurs la récompense de la Révélation masculine de l'année pour Sortilège et Numéro quatre à la 13e cérémonie des Teen Choice Awards. Il tient également le rôle de Fortis dans Time Out, film de science-fiction avec Justin Timberlake.
En 2012, il interprète le « Kid » dans Magic Mike, aux côtés de Matthew McConaughey et Channing Tatum.
En 2014, il donne la réplique à Gabriella Wilde dans la romance Un amour sans fin.
En 2016, il tourne dans Elvis and Nixon avec Kevin Spacey.
En 2017, il joue dans le thriller indépendant The Strange Ones.
En 2018, il est le visage du parfum Only The Brave de la marque Diesel. Il réalise également son premier film, un thriller intitulé Back Roads dans lequel il joue le rôle principal, avec Jennifer Morrison et Juliette Lewis.
En juin 2020, il pose en couverture du Vogue Allemagne aux côtés de sa compagne Toni Garrn.
En 2023, il obtient un rôle dans le film The Ministry of Ungentlemanly Warfare réalisé par Guy Ritchie et dont la sortie est prévue en 2024.

### Vie privée
Sur le tournage du film Wild Child, Alex Pettyfer rencontre l'actrice américaine Emma Roberts, avec qui il a une relation d'août 2007 à septembre 2008.
De juillet 2010 à février 2011, il est en couple avec l'actrice et chanteuse américaine Dianna Agron.
En septembre 2011, il est le compagnon de l'actrice et mannequin américaine Riley Keough. Leurs fiançailles sont annoncées en mars 2012. La petite-fille d'Elvis Presley et Pettyfer se séparent en août 2012.
De 2014 à 2016, Alex Pettyfer est en couple avec le mannequin néerlandais Marloes Horst.
En 2018, il fréquente le mannequin Gabriela Giovanardi.
Depuis février 2019, il a une relation avec le mannequin et actrice allemande Toni Garrn. Le couple se fiance lors du réveillon de Noël 2019. Ils se marient civilement le 2 octobre 2020 à Hambourg, en Allemagne.
En mars 2021, il révèle sur Instagram que sa femme attend un enfant. Sa fille appelée Luca Malaika est née en juillet 2021.
Le 19 juin 2022, il se marie une seconde fois à Toni Garrn sur l'île de Paros, en Grèce.
Le 22 avril 2023, Toni Garrn annonce leur séparation.

## Filmographie

### Cinéma

#### Acteur
- 2006 : Alex Rider : Stormbreaker de Geoffrey Sax : Alex Rider
- 2008 : Wild Child de Nick Moore : Freddie Kingsley
- 2009 : Tormented de Jon Wright : Bradley
- 2011 : Numéro Quatre (I Am Number Four) de D.J. Caruso : John Smith / Numéro Quatre
- 2011 : Sortilège (Beastly) de Daniel Barnz : Kyle Kingston
- 2011 : Time Out (In Time) d'Andrew Niccol : Fortis
- 2012 : Magic Mike de Steven Soderbergh : Adam
- 2013 : Le Majordome (The Butler) de Lee Daniels : Thomas Westfall
- 2014 : Un amour sans fin (Endless Love) de Shana Feste : David Elliot
- 2016 : Elvis and Nixon de Liza Johnson : Jerry Schilling
- 2017 : The Strange Ones de Christopher Radcliff et Lauren Wolkstein : Nick
- 2018 : Back Roads de lui-même : Harley Altmyer
- 2018 : The Last Witness de Piotr Szkopiak : Stephen Underwood
- 2020 : Echo Boomers de Seth Savoy : Ellis Beck
- 2021 : Collection de Marianna Palka : Brandon
- 2021 : Warning d'Agata Alexander : Liam
- 2022 : La Machine infernale (The Infernal Machine) d'Andrew Hunt : Dwight Tufford
- 2023 : Black Noise de Philippe Martinez : Jordan
- 2024 : Sunrise d'Andrew Baird : Fallon
- 2024 : Le Ministère de la Sale Guerre (The Ministry of Ungentlemanly Warfare) de Guy Ritchie : Geoffrey Appleyard (en)
- 2024 : 5lbs of Pressure de Phil Allocco : Leff
- 2024 : Chief of Station de Jesse V. Johnson : John Branca
- Prochainement : Blurred de Ben Cookson
- Prochainement : Under the Stars de Michelle Danner

#### Réalisateur
- 2018 : Back Roads

### Télévision

#### Téléfilm
- 2005 : Tom Brown's Schooldays de David Moore : Tom Brown

#### Séries télévisées
- 2018 : Urban Myths (en) : Tony Curtis (épisode Marilyn Monroe and Billy Wilder de Sean Foley)
- 2019 : The I-Land (mini-série) : Brody
- 2020 : Family Guy (épisode The Movement) : Troy (voix)

### Publicité
- 2018: Diesel : Only the Brave réalisé par Colin Tilley : lui-même

## Voix françaises
En France, Jean-Christophe Dollé est la voix française régulière d'Alex Pettyfer.
| - Jean-Christophe Dollé dans : - Wild Child - Numéro quatre - Sortilège - Time Out - Magic Mike - Le Majordome - Elvis and Nixon - Thomas Roditi dans : - The I-Land (série télévisée) - Echo Boomers (en) - The Infernal Machine (en) - Le Ministère de la Sale Guerre | Et aussi - Maël Davan-Soulas dans Alex Rider : Stormbreaker - Sébastien Hébrant (Belgique) dans Un amour sans fin - Stéphane Ronchewski dans Collection - Alexandre Crépet (Belgique) dans Chief of Station (en) |